# 稲荷町駅 (富山県)
稲荷町駅（いなりまちえき）は、富山県富山市稲荷町四丁目にある、富山地方鉄道の駅である。駅番号はT02。

## 利用可能な鉄道路線
- 富山地方鉄道
  - 本線
  - 不二越線

## 歴史
- 1914年（大正3年）12月6日：富山軽便鉄道の富山駅 - 笹津駅間が開業[3][4][5]。
- 1915年（大正4年）10月24日：富山軽便鉄道が富山鉄道に改称[4][6]。
- 1931年（昭和6年）8月15日：富山電気鉄道の富山田地方駅 - 上市口駅（現在の上市駅）間が開業[7]、当駅が開設される[1][2]。駅舎は2社（富山鉄道・富山電気鉄道）で共同使用した[注 1][6]。
- 1933年（昭和8年）4月20日：富山鉄道が解散し、当駅を含む富山駅 - 堀川新駅（現在の南富山駅）間を富南鉄道に譲渡[3][6]。
- 1941年（昭和16年）12月1日：富山電気鉄道が富南鉄道を合併[3][4][6]。
- 1943年（昭和18年）
  - 1月1日：陸上交通事業調整法に基づく富山県交通大統合により富山地方鉄道が設立[3][4]。電鉄富山駅 - 当駅 - 西三日市駅（現在の電鉄黒部駅）間が本線[4]、当駅 - 南富山駅（設立当初は堀川新駅）間が富南線となる[3]。
  - 6月20日：富南線の当駅 - 南富山駅間が電化[3][7]。
- 1946年（昭和21年）6月1日：本線の電鉄富山駅 - 当駅間（旧富南鉄道線の軌道）が電化される[3][7]。
- 1969年（昭和44年）4月1日：路線名称を変更。富南線の当駅 - 南富山駅間が不二越線となる（本線の名称変更はなし）[4][8]。同日に貨物営業が専用線を除き廃止[9]。
- 1979年（昭和54年）9月1日：専用線での貨物営業が廃止[9]。
- 1999年（平成11年）3月29日：ATS設置[10]。

## 駅構造
本線は相対式ホーム2面2線、不二越・上滝線は単式ホーム1面1線を持つ3面3線の地上駅である。駅員が終日配置されている（2021年時点）。木造駅舎を有する。
稲荷町駅の東側、本線と不二越・上滝線の線路の間に稲荷町テクニカルセンター（車両基地・工場）が設置されている。定期検査や修繕、冷房化改造、中古車両の改造も行っている。富山軌道線の車両の定期検査もこの工場で行っており、その際には不二越線南富山駅 - 当駅間は軌道線車両をディーゼル機関車で牽引して回送する。

### のりば
| のりば | 路線                          | 方向 | 行先       |
| ------ | ----------------------------- | ---- | ---------- |
| 3      | ■不二越・上滝線               | 上り | 富山方面   |
| 3      | ■不二越・上滝線               | 下り | 岩峅寺方面 |
| 1      | ■本線 （■立山線直通電車含む） | 上り | 富山方面   |
| 2      | ■本線                         | 下り | 宇奈月方面 |
| 2      | ■立山線                       | 下り | 立山方面   |

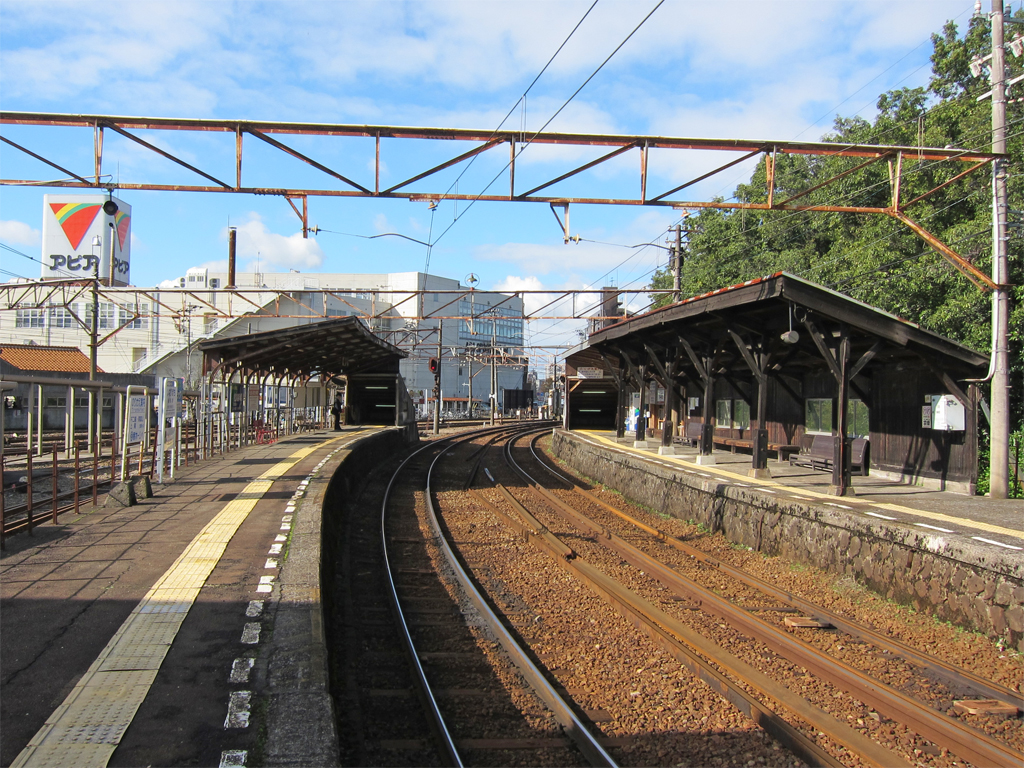
本線ホーム（2019年11月）
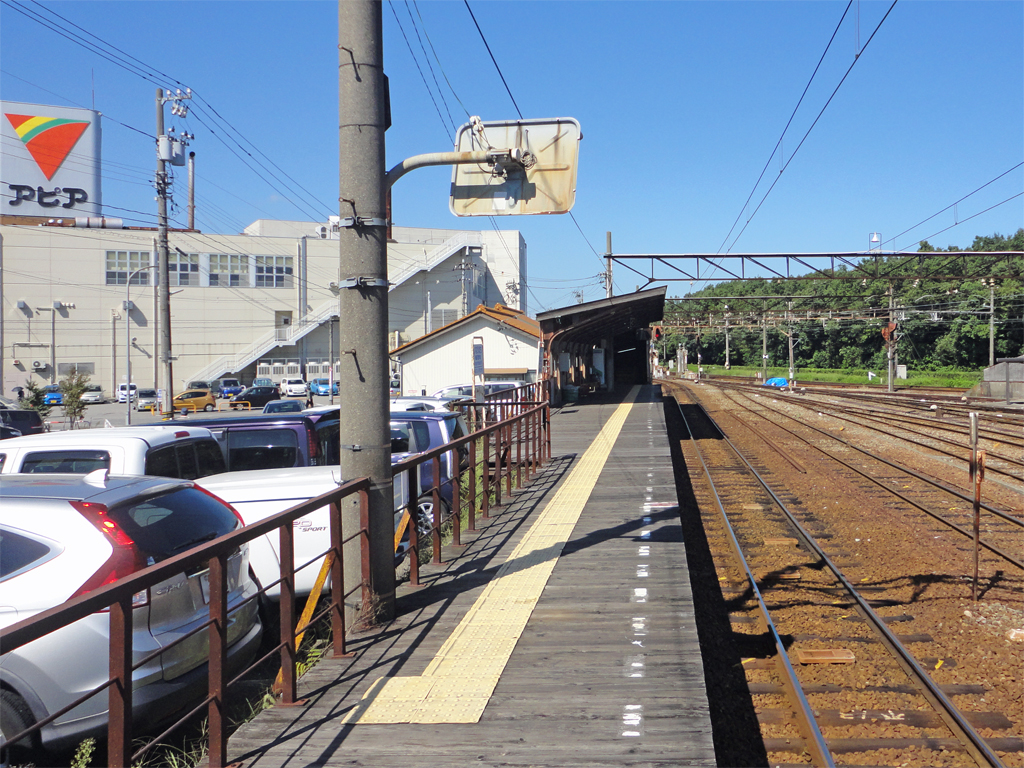
不二越・上滝線ホーム（2019年11月）

## 利用状況
「富山県統計年鑑」および「富山市統計書」によると、2018年度の1日平均乗車人員は557人である。
近年の1日平均乗降人員は以下の通りである。
| 年度   | 1日平均 乗降人員 | 1日平均 乗車人員 |
| ------ | ---------------- | ---------------- |
| 1995年 | 1,177            |                  |
| 1996年 | 1,157            |                  |
| 1997年 | 1,152            |                  |
| 1998年 | 1,116            |                  |
| 1999年 | 1,049            |                  |
| 2000年 | 1,011            |                  |
| 2001年 | 969              | 490              |
| 2002年 | 1,020            | 518              |
| 2003年 | 985              | 503              |
| 2004年 | 971              | 499              |
| 2005年 | 1,018            | 521              |
| 2006年 | 1,024            | 524              |
| 2007年 | 1,066            | 544              |
| 2008年 | 1,056            | 538              |
| 2009年 | 1,053            | 536              |
| 2010年 | 1,041            | 523              |
| 2011年 | 1,073            | 544              |
| 2012年 | 1,092            | 554              |
| 2013年 | 1,068            | 544              |
| 2014年 | 1,086            | 517              |
| 2015年 | 1,141            | 532              |
| 2016年 | 1,156            | 538              |
| 2017年 | 1,176            | 548              |
| 2018年 | 1,185            | 557              |
| 2019年 | 1,217            | 559              |
| 2020年 | 972              | 468              |
| 2021年 | 988              | 477              |
| 2022年 | 1,028            | 483              |

## 駅周辺
- 稲荷公園 - 旧燐化学工業の工場跡地に作られた公園であり[20]、かつては当駅より分岐する専用線が存在した。
- 国道41号
- 越中稲荷神社
- 富山県立中央病院 - 当駅より徒歩圏内であるが、隣の栄町駅が最寄りとなる。
- アピアショッピングセンター
  - アルビス アピア店
- いなり鉱泉

## 隣の駅
富山地方鉄道
■本線・■立山線（電鉄富山 - 寺田間は本線）
■特急
通過
■急行（上りのみ運転）・■普通
電鉄富山駅 (T01) - 稲荷町駅 (T02) - 新庄田中駅 (T03)
■不二越・上滝線
電鉄富山駅 (T01) - 稲荷町駅 (T02) - 栄町駅 (T58)